# 松平恆雄
- 松平恆雄
- 松平恒雄

松平 恒雄（まつだいら つねお、旧字体：松󠄁平󠄁 恆雄、1877年〈明治10年〉4月17日 - 1949年〈昭和24年〉11月14日）は、日本の外交官、政治家。外務次官、駐英大使、駐米大使、宮内大臣、初代参議院議長を歴任した。位階・勲等は従一位勲一等。

## 来歴・人物
1877年（明治10年）4月17日、旧会津藩主で京都守護職を務めた松平容保の六男として福島県会津若松市の御薬園で生まれた。母は容保の側室・名賀（川村源兵衛女）。
学習院から第一高等学校を経て、1902年（明治35年）に東京帝国大学法科大学政治学科卒業後、外交官及領事官試験に首席合格して外務省に入省。
ロンドン在勤、清国在勤を経て、天津総領事、欧米局長、外務次官兼情報部長、駐米大使、駐英大使を歴任。ほかにロンドン海軍軍縮会議首席全権を経験するなど、幣原喜重郎と並ぶ親英米派外交官として知られるようになる。
1928年（昭和3年）、長女の松平節子と秩父宮雍仁親王の婚約が内定する。
1936年（昭和11年）、二・二六事件で殺害された斎藤実内大臣の後任に擬せられたが、岳父が青年将校の標的になることを懸念した秩父宮の反対により、かわって3月6日に国政への影響力をもたない宮内大臣に任じられた。それでも外交官としての経験を生かしてイギリス王室との宮廷外交などを模索したが、時節柄その効果は限定的だった。
宮内大臣として9年3か月にわたり在職したが、第二次世界大戦中の1945年（昭和20年）にアメリカ軍による5月25日の山手大空襲で明治宮殿を焼失した責任を負って辞任した。
戦後は枢密顧問官に任じられる。また、一時は大命降下を目前にして公職追放になった日本自由党総裁の鳩山一郎の後継に擬せられ、本人もこれを受ける意思があることを表明したが、数日後に鳩山と直接会ってみたところ全く折が合わず、この話は立ち消えとなった。新憲法の施行を目前に控えた1947年（昭和22年）の第1回参議院議員通常選挙に地元会津の福島地方区から立候補して当選する。当選後は緑風会に所属するが、すぐに初代参議院議長に選出される。議長在任中には国立国会図書館館長選任問題を裁定している。
1949年（昭和24年）11月14日午後5時25分、心臓麻痺のため東京都品川区荏原七丁目524番地の自宅で急死した。享年73（満72歳没）。17日には史上初の参議院葬が執り行われた。墓所は青山霊園にある。戒名は鷲峰院殿真月常住法恒大居士。

## 栄典
- 1902年（明治35年）12月27日 - 従七位[3]
- 1903年（明治36年）6月20日 - 正七位[3]
- 1906年（明治39年）4月1日 - 勲六等単光旭日章[3]
- 1909年（明治42年）3月1日 - 従六位[3]
- 1911年（明治44年）
  - 8月24日 - 勲五等双光旭日章[3][4]
  - 9月20日 - 正六位[3]
- 1916年（大正5年）
  - 2月12日 - 従五位[3]
  - 4月1日 - 勲四等旭日小綬章・大正三四年従軍記章[3]
- 1918年（大正7年）8月30日 - 正五位[3]
- 1919年（大正8年）6月28日 - 勲三等瑞宝章[3]
- 1920年（大正9年）11月1日 - 勲二等旭日重光章[3]
- 1922年（大正11年）7月20日 - 従四位[3]
- 1924年（大正13年）5月31日 - 勲一等瑞宝章[3]
- 1925年（大正14年）1月9日 - 正四位[3][5]
- 1926年（大正15年）2月10日 - 金杯一組[3]
- 1928年（昭和3年）2月2日 - 従三位[3]
- 1930年（昭和5年）12月5日 - 帝都復興記念章[3][6]
- 1931年（昭和6年）4月11日 - 勲一等旭日大綬章[3][7]・金杯一組[3]
- 1933年（昭和8年）2月15日 - 正三位[3]
- 1934年（昭和9年）4月26日 - 金杯一組[3]
- 1936年（昭和11年）3月16日 - 従二位[3]
- 1937年（昭和12年）12月13日 - 日本赤十字社有功章[3]
- 1940年（昭和15年）8月15日 - 紀元二千六百年祝典記念章[3]
- 1941年（昭和16年）4月1日 - 正二位[3]
- 1949年（昭和24年）11月14日 - 従一位

外国勲章佩用允許
- 1913年（大正2年）
  - 1月31日 - フランス共和国：レジオンドヌール勲章シュヴァリエ[3]
  - 3月4日 - スウェーデン王国：北極星第三等勲章（英語版）[3]
- 1914年（大正3年）3月21日 - 中華民国：三等嘉禾章[3]
- 1916年（大正5年）7月11日 - 中華民国：二等嘉禾章[3]
- 1919年（大正8年）3月17日 - 中華民国：三等文虎勲章[3]
- 1920年（大正9年）6月28日 - 中華民国：レジオンドヌール勲章コマンドゥール[3]
- 1921年（大正10年）9月30日 - イタリア王国：クーロンヌ勲章（英語版）グランオフイシエ[8]
- 1924年（大正13年）5月19日 - フランス共和国：レジオンドヌール勲章グラントフィシエー[3][9]
- 1927年（昭和2年）3月2日 - ポーランド共和国：ポルスキー勲章グランクロア[10]
- 1928年（昭和3年） - ペルー共和国：ソレイユ勲章（英語版）グランオフイシエー
- 1930年（昭和5年） - イギリス帝国：ヴィクトリア勲章ナイトグランドクロス
- 1939年（昭和14年）
  - シャム王国：クーロンヌ勲章グランクロア
  - イタリア王国：サンモーリスエラザル勲章グランクロア[3]
- 1942年（昭和17年）2月2日
  - 満洲国：勲一位景雲章[3]
  - 満洲国：建国神廟創建記念章[3]

## 家族

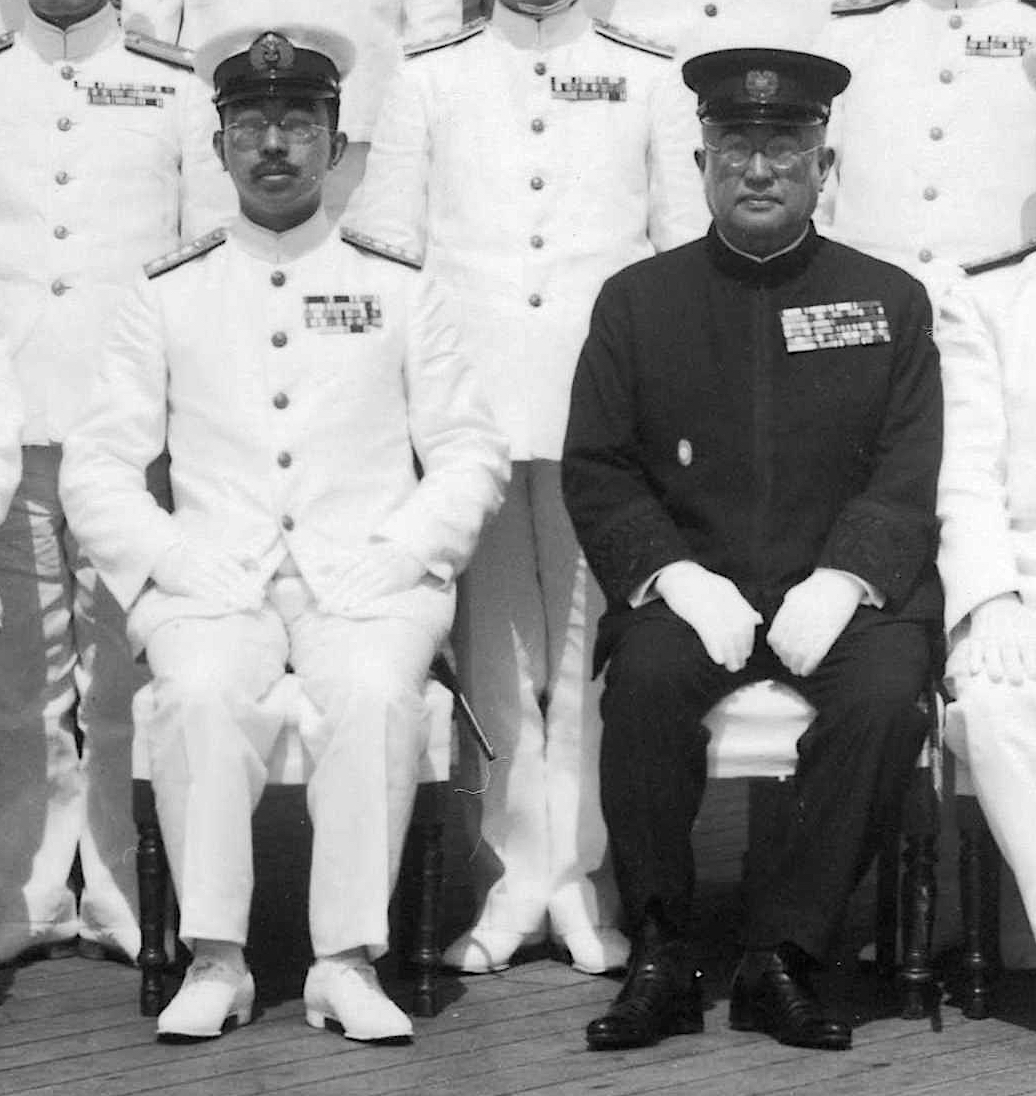
昭和天皇に供奉する松平宮相（右）
戦艦「武蔵」艦上にて、1943年（昭和18年）6月24日。

長女・節子は秩父宮雍仁親王妃となって勢津子と改名したが、皇室典範で皇族男子の妃は皇族または華族の女子と規定されているため、節子はいったん叔父の子爵松平保男の養女となってから秩父宮に輿入れした。長男一郎の次男・恒孝は徳川宗家の徳川家正の養子となって第18代当主を相続した。
- 父：松平容保 - 旧陸奥会津藩主、京都守護職、会津松平家10代
  - 異母兄：容大 - 旧陸奥斗南藩主、会津松平家11代、子爵、貴族院議員（子爵互選）
  - 異母兄：山田英夫 - 山田繁栄養子、伯爵・貴族院議員（伯爵互選）
  - 異母兄：健雄 - 伊佐須美神社宮司
    - 甥：松平勇雄 - 参議院議員・行政管理庁長官・福島県知事

  - 恒雄
  - 異母弟：保男 - 海軍少将、会津松平家12代、子爵、貴族院議員（子爵互選）

- 恒雄
- 妻：信子 - 侯爵鍋島直大四女
  - 長男：一郎 - 東京銀行会長
    - 孫：徳川恒孝 - 徳川家正養子、徳川宗家第18代当主

  - 長女：節子（改名して勢津子）- 松平保男養女、秩父宮雍仁親王妃
  - 次女：正子 - 尾張徳川家第20代当主・徳川義知夫人
  - 次男：次郎 - 夭折

## 回想
- 『松平恒雄追悼録』故松平恒雄氏追悼会、昭和36年（1961年）

東京PR通信社編さん、親族・友人知人数十名による追想録

## 補注